# Разюпин, Сергей
Сергей Разюпин (1941) — советский футболист.

## Карьера
Свою профессиональную карьеру начинал в клубе Класса «А» «Динамо» из Москвы, но в команде, которая по итогам сезона завоевала золотые медали первенства СССР, матчей так и не провёл. Следующий сезон он попеременно играл в дублирующих клубах московского «Спартака» и «Калева» из Таллина. С 1961 по 1962 годы играл за «Авангард» из Харькова. В 1964 году перешёл в стан ЦСКА. В первый свой сезон провёл 4 игры в чемпионате, из которых на три вышел в стартовом составе. Во втором сезоне провёл лишь два матча. Всего же в составе армейцев за два сезона провёл 6 матчей и стал двукратным бронзовым призёром чемпионата СССР. В 1965 году вернулся в Авангард за который провёл два матч за 2 года во второй группа класса «А». Далее играл в махачкалинском «Динамо» и в «Торпедо» из Таганрога.

## Достижения
- Бронзовый призёр чемпионата СССР: 1964, 1965